# Youssouf Soumahoro
 (juillet 2023).
Youssouf Soumahoro, né le 8 décembre 1964, est un homme politique ivoirien. Il est l’actuel député de Koro commune et sous-préfecture, puis occupe le poste de secrétaire départemental du RHDP (Rassemblement des Houphouëtistes pour la Démocratie et la Paix) de ladite localité,.

## Biographie

### Formation et compétences
Youssouf Soumahoro a fréquenté le lycée scientifique de Yamoussoukro où il a obtenu son Baccalauréat D en 1985. Par la suite, il a fait de 1985 à 1986 le faculté de Mathématiques et de Physiques à l’Université Nationale de Côte d’Ivoire(UNCI). Plus tard, étudiant à l’Ecole Supérieure de Commerce d’Abidjan(ESCA) entre 1986 et 1991, il y obtient un diplôme en Finance-Comptabilité-Audit. Il part ensuite en Angleterre pour achever son cycle de formation à la Polytechnique de Brighton.  
Youssouf Soumahoro a également des compétences en analyse financière et organisationnelle, en gestion administrative et financière, puis en évaluation rétrospective. 

### Expérience professionnelle
Youssouf Soumahoro a de nombreuses expériences dans différents domaines. Il commence sa carrière professionnelle en tant que Réviseur comptable, d'abord au Cabinet International Audit et d'Expertise Comptable(IADEC), puis au Cabinet Price Waterhouse, entre 1991 et 1993.  
Ensuite, il travaille comme Directeur Administratif et Financier du Projet Lycées Professionnels Phase II en Côte d’Ivoire entre 1993 et 1994. Il est promu en 1994, au poste d'Analyste financier au Département des Opérations de la Banque Ouest Africaine de Développement(BOAD) à Lomé (Togo). Fonction qu'il occupe jusqu'en juillet 1996 et qui lui permet de travailler dans les Institutions Financières Nationales de Développement (IFND) des pays membres de l’UEMOA (Union Économique et Monétaire Ouest Africaine. Peu de temps après, Youssouf Soumahoro est nommé Directeur des Marchés et des Engagements du Projet BAD/Santé ivoirien pour une année(de 1996 à 1997). Il travaille par la suite en tant que Consultant au Cabinet du Ministère délégué auprès du Premier Ministre chargé du plan et du développement industriel.  
Entre septembre 1997 et janvier 2002, Youssouf Soumahoro est successivement chargé de la gestion financière du Projet National de Gestion des Terroirs et d’Equipement Rural (PNGTER), puis de la Direction Administrative et Financière de l’Agence des Télécommunications de Côte d’Ivoire.  
Youssouf Soumahoro est nommé Ministre de l’Enseignement Technique et de la Formation Professionnelle de l’Etat ivoirien le 13 Mars 2003. Il est remplacé à ce poste par Dosso Moussa en Avril 2007.

### Vie politique
Youssouf Soumahoro est membre du Rassemblement des Houphouëtistes pour la Démocratie et la Paix(RHDP). Il est Député puis secrétaire départemental dudit parti politique à Koro commune et sous-préfecture.